# 北村諒
北村 諒（きたむら りょう、1991年1月25日 - ）は、日本の俳優、声優、ファッションモデル。東京都出身。ジャパン・ミュージックエンターテインメント（オフィス24）所属。
妻は女優・声優の田野アサミ。身長170.3cm、体重52〜53kg、血液型はA型。

## 来歴
大学時代からサロンモデルを始め、その後読者モデルやショップ店員も経験。21歳の時にオフィス24に所属し、俳優としての活動を開始する。
2014年、『舞台「弱虫ペダル」インターハイ篇 The Second Order』で東堂尽八役を務め、注目される。
2015年、スマートフォンアプリ『あんさんぶるスターズ!』では、鳴上嵐役で声優を務め、舞台化作品『あんさんぶるスターズ!オン・ステージ』にも、同役を演じた。
2016年5月25日、宮崎秋人と松田凌の3人で結成したユニット「Unknown Number!!!」が、シングル「キボウノヒカリ」でデビュー。
2022年から2023年にかけて、特撮テレビドラマ『仮面ライダーギーツ』にて、ニラム / 仮面ライダーゲイザー役を演じた。

## 人物
- 趣味は音楽鑑賞、ファッション、アニメ。好きなアニメはコードギアス 反逆のルルーシュ。好きなアーティストはL'Arc〜en〜Ciel[7]。好きな色は黒、白、青（運動時に身に着けるものなら赤）。
- 仮面ライダーシリーズでは、中学生の時に観ていた『仮面ライダー555』が好きであったといい、その後は共演していた谷口賢志や小林亮太、高木勝也が出演していた『仮面ライダーアマゾンズ』や小松準弥が出演していた『仮面ライダーリバイス』を観ていたという[1]。
- 2021年12月13日、田野アサミとの結婚を発表[4]。翌2022年11月末に第1子が誕生した[8]。

## 出演

### テレビドラマ
- 黒の女教師 第1話（2012年7月20日、TBSテレビ） - BLACK berryの店員 役
- 弱虫ペダル（2016年8月 - 10月、BSスカパー!） - 東堂尽八 役
- 絶対BLになる世界VS絶対BLになりたくない男（2021年3月27日、テレ朝チャンネル1） - 加地 役[9]
- マーダーミステリー 〜探偵はすべからく噓をつく〜（2021年9月4日、スカパー!オンデマンド　） - 東堂尽八 役
- 仮面ライダーギーツ 第13 - 38話（2022年12月4日 - 2023年6月4日、テレビ朝日） - ニラム / 仮面ライダーゲイザー 役[10][11]

### WEBドラマ
- ギーツエクストラ 仮面ライダーパンクジャック（2023年5月21日、東映特撮ファンクラブ） - ニラム 役[12]
- ギーツエクストラ 仮面ライダーゲイザー（2024年4月7日、東映特撮ファンクラブ） - 主演・ニラム / 仮面ライダーゲイザー 役[13]

### 映画
- 爪先の宇宙（2017年11月17日） - 主演・アンジ 役（桐嶋ノドカとW主演）[14]
- ラブ×ドック（2018年5月11日）
- 映画刀剣乱舞-継承-（2019年1月18日） - 薬研藤四郎 役[15]
- ゴーストダイアリーズ（日向野祥とW主演）
  - 完成披露 上映会&トークショー（2020年11月8日、船堀タワー 大ホール）
- 元メンに呼び出されたら、そこは異次元空間だった[16]（2021年8月27日） - 諒 役
- 映画演劇サクセス荘 -侵略者Sと西荻窪の奇跡-（2021年12月31日）
- Starry Stage 4th in THEATER（7月公演上映：2022年5月14日・15日 / 8月公演上映：2022年6月11日・12日）
- 死神遣いの事件帖 -月花奇譚-（2022年11月18日） - 空真 役[17]
- 仮面ライダーギーツ×リバイス MOVIEバトルロワイヤル（2022年12月23日） - ニラム 役
- 新メンを募集したら、そこも異次元空間だった。 [18]（2023年夏以降公開予定） - 諒 役

### オリジナルビデオ
- 仮面ライダーギーツ ジャマト・アウェイキング（2024年7月24日） - ニラム 役

### 舞台
- 闇の皇太子（2012年10月17日 - 21日、上野ストアハウス） - 朱雀華 役（チームA）
- 眠れぬ町の王子様 〜prince of the sleepless town〜（2012年11月28日 - 12月2日、全労済ホールスペース・ゼロ） - 翔 役
- 9-ナイン-（2013年3月2日 - 10日、紀伊国屋サザンシアター / 3月16日・17日、新神戸オリエンタル劇場） - 金崎光次郎 役
- 屋上ワンダーランド（2013年5月8日 - 12日、あうるすぽっと） - 主演
- レプリカ（2013年6月20日 - 23日、シアターサンモール） - 海老名 役
- abc★赤坂ボーイズキャバレー『表』 FINAL!『最後の放電！』〜自分に喝を入れて勝つ！〜（2013年8月7日 - 11日、赤坂ACTシアター / 8月17日・18日、シアターBRAVA!） - 岸本光次郎 役
- ベニバラ兎団 vol.15『VAMPIST』（2014年1月16日 - 19日、Theater Green BIG TREE THEATER） - サムエル 役
- 弱虫ペダル シリーズ - 東堂尽八 役
  - インターハイ篇 The Second Order（2014年3月13日 - 16日、天王洲 銀河劇場 / 3月20日 - 22日、埼玉県熊谷会館 / 3月26日 - 30日：シアターBRAVA!）
  - 箱根学園篇〜野獣覚醒〜（2014年10月23日 - 26日、シアターBRAVA! / 10月30日 - 11月3日、六本木ブルーシアター）
  - インターハイ篇 The WINNER（2015年3月6日 - 15日、日本青年館 / 3月19日 - 22日、シアターBRAVA! / 3月26日 - 29日、キャナルシティ劇場）
  - IRREGULAR〜2つの頂上〜（2015年10月8日 - 12日、日本特殊陶業市民会館 フォレストホール / 10月22日 - 25日、TOKYO DOME CITY HALL / 10月29日 - 11月3日、梅田芸術劇場 メインホール / 11月7日・8日、キャナルシティ劇場）[19]
- 多次元プロジェクト“The Fool” 
  - ノブナガ・ザ・フール - ガイウス・ユリウス・カエサル 役〈Live Act〉
    - 第2回公演“act.2 〜乱の恋人〜”（2014年4月6日、TOKYO DOME CITY HALL）
    - 第3回公演“act.3 〜最後の晩餐”（2014年7月20日、有明コロシアム）

  - 第2回作品『ひと夏のアクエリオン』（2015年7月24日 - 26日、AiiA 2.5 Theater Tokyo） - 波瑠斗（ガレ） 役〈live act〉
- OASIS（2014年4月30日 - 5月4日、シアターサンモール）
- キャットミント隊 #5『The Kaidan アルプス一万尺 Final』（2014年7月30日 - 8月3日、シアターサンモール）
- メサイア 〜紫微ノ章〜（2014年8月20日 - 24日、サンシャイン劇場） - 悠里春斗 役[20]
- 人狼 ザ・ライブプレイングシアター X 新撰組 〜壬生村の狼 至誠の巻〜（2014年9月9日 - 15日、CBGKシブゲキ!!） - 沖田総司 役
- HYSTERIC6（2014年12月2日 - 7日、CBGKシブゲキ!!） - 神崎 役
- Office ENDLESS produce『RE-INCARNATION』 - 馬超孟起 役
  - 〜RE-VIVAL〜（2014年12月19日 - 29日、全労済ホールスペース・ゼロ / 2015年1月10日・11日、サンケイホールブリーゼ）
  - 〜RE-SOLVE〜（2015年12月24日 - 29日、全労済ホールスペース・ゼロ / 2016年1月9日・10日、サンケイホールブリーゼ / 1月14日 - 18日、シアター1010）
  - 〜RE-COLLECT〜（2018年12月20日 - 27日、全労済ホールスペース・ゼロ）
- Office ENDLESS produce vol.17『四谷怪談』（2015年5月3日 - 10日、シアターX） - 清水一学・少年Y 役
- ミュージカル『八犬伝―東方八犬異聞―』（2015年8月14日 - 23日、シアターサンモール） - 犬川荘介 役[21]
- DisGOONie presents 
  - vol.1『From Chester Copperpot』（2015年11月14日 - 29日、東京芸術劇場 シアターウエスト） - 『NEW WORLD』コーディ・インク 役
  - vol.2『ジーザス・クライスト・サムライスター 〜殿中でござる〜』（2016年2月24日 - 28日、全労済ホールスペース・ゼロ） - 新貝弥七郎 役
  - Vol.10『MOTHERLAND』（2021年12月18日、森ノ宮ピロティホール） - ワンデイスペシャルゲスト[22]
  - Vol.12『玉蜻 〜新説・八犬伝』（2023年2月10日 - 19日、EX THEATER ROPPONGI / 2月25日・26日、COOL JAPAN PARK OSAKA WW ホール） - 犬坂毛野 役
- 暁のヨナ（2016年3月16日 - 21日、EX THEATER ROPPONGI） - キジャ 役
- 刀剣乱舞 - 薬研藤四郎 役 
  - 虚伝 燃ゆる本能寺（2016年5月3日 - 14日、シアター1010 / 5月17日 - 20日、大阪メルパルクホール）
  - 虚伝 燃ゆる本能寺 再演（2016年12月15日 - 30日、天王洲 銀河劇場 / 2017年1月7日・8日、アルモニーサンク北九州ソレイユホール / 1月12日 - 17日、大阪メルパルクホール）
  - 『刀剣乱舞 ONLINE』五周年記念「刀剣乱舞 大演練」（2020年8月11日、東京ドーム）※新型コロナウイルス感染症の拡大に伴い中止
  - 大坂夏の陣（2021年4月11日 - 6月27日、IHIステージアラウンド東京）
  - 七周年感謝祭 -夢語⼑宴會-（2023年8⽉6⽇、幕張メッセ 幕張イベントホール）
- Sin of Sleeping Snow（2016年6月11日、Zeppブルーシアター六本木） - ゲスト出演
- あんさんぶるスターズ! - 鳴上嵐 役
  - 第1弾『あんさんぶるスターズ！オン・ステージ』（2016年6月18日 - 26日、AiiA 2.5 Theater Tokyo）
  - 第3弾『あんさんぶるスターズ！エクストラ・ステージ』〜Judge of Knights〜（2017年9月7日 - 18日、シアター1010 / 9月22日 - 24日、新神戸オリエンタル劇場）
  - 第4弾『あんさんぶるスターズ！オン・ステージ』〜To the shining future〜（2018年1月19日 - 21日、梅田芸術劇場 シアター・ドラマシティ / 1月25日 - 2月5日、シアター1010）
  - あんステフェスティバル（2018年9月22日 - 24日、横浜文化体育館 / 9月26日・27日、神戸ワールド記念ホール）
  - 『あんさんぶるスターズ！THE STAGE』-Party Live-（2023年3月25日・26日、ぴあアリーナMM）
  - 『あんさんぶるスターズ！THE STAGE』-Desperate Checkmate-（2025年5月26日 - 6月1日、Kanadevia Hall / 6月6日 - 8日、箕面市立文化芸能劇場 大ホール）[23][24]
- 大正浪漫探偵譚〜君影草の設計書〜（2016年7月6日 - 10日、東京芸術劇場 シアターウエスト） - 北早翔太 役[25]
- 舞台「青の祓魔師」 - 主演・奥村燐 役
  - 京都紅蓮篇（2016年8月5日 - 14日、Zeppブルーシアター六本木）
  - 島根イルミナティ篇（2017年10月20日 - 29日、Zeppブルーシアター六本木 / 11月2日 - 5日、新神戸オリエンタル劇場）
- ホイッスル!（2016年8月31日 - 9月8日、シアター1010） - 椎名翼 役[26]
- おそ松さん - 一松 役
  - おそ松さん on STAGE
    - 〜SIX MEN'S SHOW TIME〜（2016年9月29日 - 10月3日、梅田芸術劇場 シアター・ドラマシティ / 10月13日 - 23日、TOKYO DOME CITY HALL）
    - 〜SIX MEN'S SHOW TIME 2〜（2018年2月23日 - 26日、梅田芸術劇場 メインホール / 3月1日 - 11日、TOKYO DOME CITY HALL）
    - 〜SIX MEN'S SHOW TIME 3〜（2019年11月21日 - 24日、あましんアルカイックホール / 11月28日 - 12月8日、舞浜アンフィシアター）

  - 喜劇「おそ松さん」（2018年11月15日 - 20日、日本青年館ホール / 11月23日 - 25日、京都劇場）
  - 喜劇「おそ松さん 其の2」（2020年11月26日 - 12月6日、TACHIKAWA STAGE GARDEN）※イヤミ役の窪寺昭氏が亡くなったことを受け全公演中止
- 舞台「真・三国無双」（2017年2月11日 - 19日、全労済ホールスペース・ゼロ） - 趙雲 役
- Ye-夜-（2017年4月5日 - 9日、東京芸術劇場 シアターウエスト） - 主演・水仙（スイシェン） 役[27]
- ライブ・スペクタクル『NARUTO -ナルト-』〜暁の調べ〜（2017年5月19日 - 6月4日、AiiA 2.5 Theater Tokyo / 6月10日・11日、シンガポール：Marina Bay Sands MasterCard Theatres / 6月16日 - 22日、大阪メルパルクホール / 7月14日 - 23日、上海：虹橋芸術中心 / 7月29日 - 8月6日、AiiA 2.5 Theater Tokyo） - サイ 役
- 四谷怪談（2017年12月21日 - 28日、全労済ホールスペース・ゼロ） - 少年Y、清水一学 役
- すべての犬は、明日に向かって走ってく！』（2018年4月14日、シアターグリーンBOX in BOX THEATER） - ゲスト出演
- 舞台 ｢十二大戦」（2018年5月4日・5日、新神戸オリエンタル劇場 / 5月9日 - 13日、シアター1010） - 子（寝住） 役
- 七つの大罪 - ゴウセル 役[28]
  - The STAGE（2018年8月3日 - 12日、天王洲 銀河劇場 / 8月18日 - 20日、梅田芸術劇場 シアター・ドラマシティ）
  - The STAGE -裏切りの聖騎士長-（2020年6月18日 - 28日、天王洲 銀河劇場）※新型コロナウイルス感染症の拡大に伴い中止
- 妖怪! 百鬼夜高等学校 〜一条通と付喪神〜（2019年2月27日 - 3月10日、新宿FACE / 3月23日・24日、京都劇場） - 河童 役
- 「僕のヒーローアカデミア」 - 轟焦凍 役
  - The “Ultra” Stage（2019年4月12日 - 21日、天王洲 銀河劇場）
  - The “Ultra” Stage 本物の英雄（2020年3月6日 - 22日、品川プリンスホテル ステラボール / 3月27日 - 4月5日、梅田芸術劇場 シアター･ドラマシティ）※新型コロナウイルス感染拡大の影響で3月28日以降中止
  - The “Ultra” Stage 本物の英雄 PLUS ULTRA ver.（2020年7月17日 - 26日、TOKYO DOME CITY HALL ※無観客公演予定であったが、出演者のコロナ陽性が判明したため延期 / 2021年12月3日 - 12日、TOKYO DOME CITY HALL / 12月24日 - 26日、京都劇場）
  - The “Ultra” Stage 平和の象徴（2022年4月9日・10日、KAAT神奈川芸術劇場 / 4月22日 - 24日、メルパルクホール大阪 / 4月29日 - 5月8日、TOKYO DOME CITY HALL）
  - The‟Ultra”Stage 最高のヒーロー（2023年4月29日 - 5月7日、天王洲 銀河劇場 / 5月12日 - 14日、AiiA 2.5 Theater Kobe / 5月19日 - 21日、日本青年館ホール）
- 高橋悠也×東映 シアタープロジェクト TXT vol.1 「SLANG」（2019年6月20日 - 30日、よみうり大手町ホール） - ゴズ、有栖川正 役
- 少年社中 第37回公演【天守物語】（2019年8月2日 - 12日、紀伊國屋ホール / 8月16日 - 18日、近鉄アート館） - 近江之丞桃六 役
- 体内活劇 はたらく細胞II（2019年9月27日 - 10月6日、シアター1010） - 白血球 役
- STAGE FES 2019-2020（2019年12月31日、大宮ソニックシティ 大ホール）
- 憂国のモリアーティ - シャーロック・ホームズ 役
  - 第1弾『舞台「憂国のモリアーティ」』（2020年1月10日 - 19日、EX THEATER ROPPONGI / 1月31日 - 2月2日、梅田芸術劇場 シアター・ドラマシティ）
  - 第2弾『舞台「憂国のモリアーティ」case 2（ケースツー）』（2021年7月23日 - 8月1日、新国立劇場 中劇場）
- 【うち劇】『あつまれ 不思議な島』（2020年5月23日、配信）
- 配信型舞台「ひとりしばい」（2020年7月4日、配信）
- エイリアンハンドシンドローム（2020年9月2日 - 13日、RESTAURANT BAR DisGOONieS）
- 劇団ホチキス 第42回本公演「銭に向け叫ぶ2020」（2020年9月24日 - 10月4日、東京芸術劇場 シアターイースト） - 天馬大吉 役
- STAGE GATE VRシアター vol.2『Equal-イコール-』（2020年10月14日・15日、DDD青山クロスシアター）
- 知り難きこと陰の如く、動くこと雷霆の如し（2020年12月19日 - 28日、全労済ホールスペース・ゼロ） - 陪審員11 役
- 演劇の毛利さん -The Entertainment Theater Vol.0 リーディングシアター『夜間飛行』（2021年1月10日、配信）
- 怪盗探偵 山猫 the Stage - 主演・山猫 役
  - 怪盗探偵山猫 the stage（2021年1月21日 - 31日、ヒューリックホール東京）
  - 怪盗探偵山猫 the stage〜船上の狂想曲〜（2022年1月20日 - 30日、大手町三井ホール）
- 進戯団 夢命クラシックス #25「Requiem 」（2021年9月30日 - 10月3日、シアターサンモール） - 織田信長 役
- イッツフォーリーズ公演 ミュージカル『魍魎の匣』（2021年11月10日 - 15日、オルタナティブシアター） - 榎木津礼二郎 役
- 「ノリウチ！ 〜カラオケ Mixalive TOKYO店〜」第4話（2022年5月23日、Mixalive TOKYO B2F Club Mixa）
- 劇団『ドラマティカ』ACT2/Phantom and Invisible Resonance（2022年6月24日 - 7月3日、品川プリンスホテル ステラボール / 7月8日 - 10日、東大阪市文化創造館 Dream House 大ホール / 7月14日 - 24日、京都劇場） - 朝比奈ルシカ（鳴上嵐） 役
- 舞台「オブリビオの翼」（2022年9月23日 - 25日、COOL JAPAN PARK OSAKA TTホール / 10月4日 - 8日、シアター1010）[29] - ルカ 役
- 舞台「青の炎」（2022年10月28日 - 11月6日、全労済ホールスペース・ゼロ） - 櫛森秀一 役
- DisGOONie Presents Vol.12 舞台「玉蜻 ～新説・八犬伝」（2023年2月10日 - 19日、EXシアター六本木 / 2月25日・26日、COOL JAPAN PARK OSAKA WW ホール）
- 舞台「転生したらスライムだった件」（2023年8月3日 - 5日、メルパルクホール大阪 / 8月11日 - 14日、日本青年館ホール） - ソウエイ 役[30]
  - 舞台「転生したらスライムだった件」-魔王来襲編&人魔交流編-（2024年7月25日 - 28日、天王洲 銀河劇場 / 8月2日・3日、サンケイホールブリーゼ）[31]
- 最遊記歌劇伝－外伝－（2023年9月29日 - 10月12日、品川プリンスホテル ステラボール / 10月19日 - 23日、COOL JAPAN PARK OSAKA WWホール） - 哪吒太子 役[32]
- ミュージカル「東京リベンジャーズ」（2023年11月24日 - 26日、天王洲 銀河劇場 / 12月1日 - 3日、メルパルクホール大阪） - 佐野万次郎 役[33]
  - ミュージカル「東京リベンジャーズ」#2 Bloody Halloween（2025年3月28日 - 4月6日、天王洲 銀河劇場 / 4月11日 - 13日、京都劇場）[34]
  - ミュージカル「東京リベンジャーズ」ライブ「リベミュ祭」（2025年10月31日 - 11月3日〈予定〉、日本青年館ホール / 11月8日・9日〈予定〉、森ノ宮ピロティホール）[35]
- 舞台「桃源暗鬼」（2024年2月17日 - 25日、天王洲 銀河劇場 / 2月29日 - 3月3日、梅田芸術劇場 シアター・ドラマシティ） - 桃宮唾切 役[36]
- 舞台「ヴィンランド・サガ」〜海の果ての果て 篇〜・〜英雄復活 篇〜（2024年4月19日 - 29日、全労済ホールスペース・ゼロ） - クヌート 役[37]
- ASPイッツフォーリーズ公演 ミュージカル「鉄鼠の檻」（2024年6月14日 - 24日、紀伊國屋サザンシアター TAKASHIMAYA / 6月28日 - 29日、サンケイホールブリーゼ） - 榎木津礼二郎 役[38][39]
- 舞台「東京リベンジャーズ」-天竺編-（2024年8月29日 - 31日、森ノ宮ピロティホール / 9月4日 - 16日、IMM THEATER） - 黒川イザナ 役[40]
  - 舞台「東京リベンジャーズ」-The LAST LEAP-（2025年6月26日 - 29日、COOL JAPAN PARK OSAKA WWホール / 7月3日 - 10日、KAAT神奈川芸術劇場 ホール）[41]
- リーディングミュージアム〜東京国立博物館〜「東京方舟博覧記」（2024年10月25日 - 27日、東京国立博物館 本館エントランス前）[42]
- 演劇【推しの子】2.5次元舞台編（2024年12月13日 - 22日、シアターH / 12月26日 - 29日、梅田芸術劇場 シアター・ドラマシティ） - 鴨志田朔夜 役[43]
- Zu々プロデュース10周年記念公演 第2弾『ダイアナ〜それぞれのダイアナ〜』（2025年9月3日 - 15日〈予定〉、横浜赤レンガ倉庫 1号館 3Fホール）[44]
- AOI Pro.コント公演『混頓 vol.7』（2025年11月28日 - 12月1日〈予定〉、TOKYO FM HALL）[45]

### 朗読劇
- しっぽのなかまたち2（2013年4月23日 - 5月5日、恵比寿・エコー劇場）出演：4月30日・5月1日
- 夏影 さよならをするために…（2013年10月8日 - 14日、萬劇場） - 劇団員 役
- ハンサム落語 第六幕（2015年6月13日 - 21日、CBGKシブゲキ!! / 6月26日 - 28日、テイジンホール / 7月1日 - 5日、CBGKシブゲキ!!）出演：6月15日・16日・19日・20日・26日・27日・7月1日・4日・5日
- グリムDOWA（2015年8月29日、ふるさとホール）
- 寄席から始まる恋噺（2019年11月1日、三越劇場）
- 朗読劇 私の頭の中の消しゴム 12th Letter（2020年5月2日・4日、よみうり大手町ホール）※新型コロナウイルス感染症の拡大に伴い中止
- 朗読×和楽器『天守物語』（2022年10月17日、Mixalive TOKYO 6階 Theater Mixa）
- アクション朗読劇「怪盗探偵山猫〜黒羊の挽歌〜」（2023年1月14日・15日、ニッショーホール）
- リーディングシアター『アドレナリンの夜』（2023年9月25日、東京建物 Brillia HALL）[46][47]
- リーディングシアター シャーロック・ホームズシリーズ『緋色の研究』『四つの署名』（2024年5月11日、サンシャイン劇場）[48]

### テレビアニメ
- 戦刻ナイトブラッド（2017年） - 霧隠才蔵 役[49]
- あんさんぶるスターズ!（2019年） - 鳴上嵐 役[50]
- メディアミックスプロジェクト「Paradox Live」（2021年） - イツキ 役

### ゲーム
- あんさんぶるスターズ！（2015年4月28日） - 鳴上嵐 役〈2代目〉[51]
- 戦刻ナイトブラッド（2017年） - 霧隠才蔵 役[52]
- マジェスティックマジョリカル（2018年3月30日 vol.1発売） - ユーク・アイドクレーズ 役
- あんさんぶるスターズ!! Basic / Music（2020年3月15日） - 鳴上嵐 役[53]
- ウインドボーイズ！（2021年11月15日） - 平いづる 役
- 戦国 A LIVE（2023年6月14日）- 上杉謙信 役
- ROAD59 -新時代任侠区- 摩天楼モノクロ抗争（2025年9月25日） - 帆阪仁 役[54]

### バラエティ番組
- 妖怪! 百鬼夜高等学校（2018年10月18日 - 12月28日、BS日テレ） - 河童 役[55]
- 俺旅。シーズン5（2019年1月 - 3月、東名阪ネット6）
- 所JAPAN（2020年9月14日、フジテレビ） - 改良ネタ再現ドラマ
- ゆる系忍者隊 ニンスマン（2020年10月4日 - 2021年3月21日、テレビ朝日） - コードネーム：ブルー 役
- ペアキュン「コンビ結成秘話」（2021年9月23日、NHK Eテレ） - 中野周平 役

### ウェブ番組
- 古坂大魔王のカツアゲ！（2015年4月14日・28日・5月12日・26日・6月9日・23日、アメーバスタジオ） - 第33代目「見習い」
- CHEERZ for MEN presents「居酒屋ウォーズ」（2016年5月10日 - 22日、GYAO!）
- みんなとオマエラの歌 シーズン1（2016年11月25日 - 12月29日、FOD） - 出歯吾郎 役（声の出演）
- 北村諒を実験せよ（2018年5月16日 - 2019年3月20日、ニコニコ生放送）
- 「玉蜻 ～新説八犬伝〜」SPトークショー（2023年1月22日、メタバース六本木）

### ウェブラジオ
- 北村諒と和田雅成のおしゃべや（2017年7月31日 - 2019年3月11日、オールナイトニッポンi）
- 圧倒的!北村諒!（2019年6月6日 - 29日、マンガPark）

### ウェブCM
- ゲーム『World of Tanks』（2017年)
- ブランド「パジャマ×彼氏」（2018年)
  - 「新しいことを、キミと。」編【#001 北村諒】」

### PV
- Acid Black Cherry（2011年）
  - 「蝶」
- 倖田來未×蜷川実花×安野モヨコ（2012年）
  - 「ピンク スパイダー inspired by バッファロー5人娘」
- SuG（2016年）
  - 「桜雨」
- DieByForty（2016年）
  - 「Morning Call」
  - 「Morning Call MV making」
- Sleepyhead（2019年）
  - 「ぼくのじゃない」
  - 「ぼくのじゃない 北村諒 ver.」

### スマホアプリ
- 「僕のヒーローアカデミア」The “Ultra” SMASH!!（2021年7月15日、smash.）

### バーチャルライブ
- TVアニメ あんさん ぶるスターズ！ Fan MeetingTour（2020年7月5日、大阪オリックス劇場）※新型コロナウイルス感染症の拡大に伴い中止
- Paradox Live Online Meeting -1Nm8-（2022年3月28日、配信）

### 声優ライブ
- 『あんさんぶるスターズ！Starry Stage』
  - 1st ～in 幕張メッセ～（2018年4月8日、幕張メッセ）
  - 2nd ～in 日本武道館（2019年1月13日、日本武道館）
  - 3rd（2020年4月25日・26日、埼玉・メットライフドーム）※新型コロナウイルス感染拡大の影響で中止
  - 4th -Star's Parade-（2021年8月28日・29日、ぴあアリーナMM）

### イベント
- MATERIAL CROWN 購入特典イベント（2013年7月28日：マテリアルクラウン原宿店）
- 植田圭輔＆北村諒
  - 仲良しトークライブ（2014年4月20日：ベルサール西新宿）
  - うえフェス2022 in 大阪（2022年12月24日：ブリーゼプラザ 小ホール）
- CHOKi CHOKi×北村諒×ＷOｍＢ／コラボティーシャツ発売記念イベント（2014年5月5日：ＷOｍＢ原宿明治通り店）
- 舞台『弱虫ペダル』
  - DVD発売イベント（2014年8月31日：日比谷公会堂）
  - 自転車競技部ウェルカムミーティング〜（2015年1月24日：東京ジョイポリス）
  - 舞台『弱虫ペダル』 in JOYPOLIS（2015年2月7日〜3月29日：東京ジョイポリス）
  - 箱根学園篇〜野獣覚醒〜DVD購入者限定イベント（2015年2月8日：日比谷公会堂）
  - IRREGULAR 〜2つの頂上〜Blu-ray&DVD発売イベント（2016年4月10日：川崎市教育文化会館大ホール）
- アニメ聖地巡りバスツアー（2014年9月28日：東京駅　鍛冶橋駐車場．集合）
- トークイベント
  - 2014年11月9日：ベルサール西新宿
  - 2014年11月15日：TBホール（大阪）
- Birthdayイベント
  - 2015年2月1日：朝日生命ホール
  - 2016年1月31日：テイジンホール
  - 2017年1月22日：全電通労働会館
  - 2017年1月29日：テイジンホール
  - 2019年1月26日：東京証券会館
  - 2019年2月3日：朝日生命ホール
  - 2020年1月26日：ベルサール神保町アネックス
  - 2020年2月9日：T・Bホール
  - 2022年2月6日：草月ホール 特別ゲスト：鈴木勝吾（1部）／樋口裕太（2部）
  - 2022年2月12日：朝日生命ホール　特別ゲスト：山田ジェームス武
  - 2023年1月21日：東京
- Valentine’s Dayトークイベント（2015年2月14日：全電通労働会館）
- ファースト写真集「Ryo」
  - 発売イベント
    - 2015年4月4日11時〜：福家書店新宿サブナード
    - 2015年4月4日17時〜：リブロ池袋本店
    - 2015年4月11日11時〜／15時〜：アニメイト関連
    - 2015年4月12日11時〜／15時〜：アニメイト天王寺

  - ヒット記念トークイベント
    - 2015年5月31日：東京カルチャーカルチャー
- ミュージカル『八犬伝-東方八犬異聞-』イベント（2015年8月1日：ジョイポリス）
- トレカ発売記念イベント
  - 2015年9月5日11時30分〜：書和泉グランデ
  - 2015年9月5日16時〜： 福家書店 新宿サブナード
  - 2015年9月6日12時〜／16時〜：アニメイト天王寺
- カレンダー
  - 2016年発売イベント
    - 2015年11月14日12時〜：福家書店 新宿サブナード
    - 2015年11月14日17時〜：書和泉グランデ
    - 2015年11月15日13時〜：アニメイト天王寺
    - 2015年11月15日17時〜：紀伊國屋グランフロント大阪

  - 2017年お渡し会
    - 2016年11月5日：アニメイト新宿
    - 2016年11月12日：アニメイト大阪日本橋

  - 2022-23．発売記念サイン会
    - 2022年2月5日：HYPERMIX門前仲町
    - 2022年2月13日：BPガーデンシティ南船場
- 谷口賢志&北村諒「聖・忘年会2015 〜自由にやらせていただきます！〜』
  - 2015年12月6日：ラグナヴェール大阪クラブスイート
  - 2015年12月12日：ベルサール六本木
- あんさんぶるスターズ！
  - Welcome to Festa！（2016年8月20日：大阪）
  - 2nd Anniversary 感謝祭（2017年4月15日：幕張イベントホール）
- 【ミュージックバーGK】オープン記念イベント（2016年7月18日：ミュージックバーGK）
- 舞台「青の祓魔師」京都紅蓮篇イベント（2017年3月5日：アニメイトAKIBAガールズステーション）
- フジテレビショップ「フジさん」1日店長（2017年3月12日）
- 「夏を、のりきろう！2Days」
  - 2017年8月20日：朝日生命ホール
  - 2017年8月27日：発明会館ホール
- FC会員限定
  - 「北村諒と行く、日帰りバスツアー2017！」
    - 2017年11月25日：名古屋駅（集合場所）

  - 「サバゲーイベント」
    - 2018年6月2日：サバイバルゲームフィールド AIRSOFT ZONE DELTA
    - 2019年5月11日：オペレーションフリーダム・サバゲーフィールド

  - 「サバゲーイベント第2弾」
    - 2019年5月11日：オペレーションフリーダム・サバゲーフィールド
- 映画「ラブ×ドック」公開記念トークショー（2018年5月27日：イオンシネマ シアタス調布）
- 編集長・北村諒『Another Life』
  - イベント特典名刺お渡し会
    - 2018年8月25日：アニメイト大阪日本橋

  - イベント特典お渡し会
    - 2018年8月25日：HMV&BOOKS SHINSAIBASHI

  - トークショー＆名刺お渡し会
    - 2018年8月26日：アニメイト池袋本

  - 特典お渡し＋撮影会
    - 2018年9月1日：HMV&BOOKS SHIBUYA
- トークイベント「季節の変わり目なので」
  - 2018年9月30日：朝日生命ホール
  - 2018年10月7日：全電通労働会館
- サバゲ祭2018（2018年10月20日：サバイバルゲームフィールドUNION）
- 東京ラーメンショー2018 ラーメントークショー（2018年10月28日：駒沢オリンピック公園 中央広場／特設ステージ）
- AGESTOCK2018 in 早稲田祭（2018年11月3日：早稲田キャンバス15号館102）
- 『映画刀剣乱舞』完成披露上映会（2018年12月27日：TOHO シネマズ 六本木ヒルズ SC7）
- STAGE FES 2018（2018年12月31日：大宮ソニックシティ 大ホール）
- 第10回上海王様ジャングル（2019年1月20日：上海）
- 「俺旅。」横浜凱旋イベント（2019年3月17日：県民共済みらいホール）
- Anime Expo 2019（2019年7月6日：Los Angeles Convention Center）
- 「RE-INCARNATION　RE-COLLECT」トークイベント（2019年8月23日：都内某所）
- Twitterトレンド大賞 presents Twitter夏祭り（2019年8月31日：配信）
- アームズマガジン「サバゲーイベント」（2019年9月7日：サバイバルゲームフィールドSEALs）
- 写真集『factor』発売記念イベント
  - 2019年12月14日：HMV＆BOOKS　SHIBUYA　6F　イベントスペース
  - 2019年12月15日：HMV＆BOOKS　SHINSAIBASHI　イベントスペース
- 五木ひろし50th Anniversary “ITSUKIフェス　in LINE CUBE SHIBUYA” 異次元ライブ（仮称）
  - 2020年7月7日：LINE CUBE SHIBUYA
- Official Member’s 3周年記念
  - オンラインファンミーティング（2020年8月29日：配信）
  - ２ショットオンラインサイン会（2020年8月30日：配信）
- 映画「元メンに呼び出されたら、そこは異次元空間だった」／公開記念舞台挨拶（2021年9月5日：渋谷HUMAXシネマ）
- 映画「ゴーストダイアリーズ」
  - 舞台挨拶（2021年9月12日：池袋HUMAXシネマ）
  - DVD発売記念イベント（2022年6月4日：HMV&BOOKS SHIBUYA）
- RE-INCARNATION 〜RE-CITAL〜（2021年10月24日：RESTAURANT BAR DisGOONieS）
- 写真展「SSH The Exhibition vol.17」（2021年11月19日〜21日：elephant STUDIO 2F）
- FILMS on the SHIP Vol.3「エイリアンハンドシンドローム 」（2022年1月30日：RESTAURANT BAR DisGOONieS）
- 読奏劇 写真展 in OIOI
  - 2022年2月19日 - 27日：渋谷モディ 7Fイベントスペース
  - 2022年3月12日 - 20日： なんばマルイ 7Fイベントスペース
- 高野洸プロデュース！ゲーム×エンターテインメントショー『ACTORS☆LEAGUE in Games 2022』（2022年5月2日：幕張イベントホール）
- 岡宮来夢プロデュース！バスケ×エンターテインメントショー『ACTORS☆LEAGUE in Basketball 2022』（2022年10月11日：東京体育館メインアリーナ）
- 映画「死神遣いの事件帖 -月花奇譚-」
  - 完成披露舞台挨拶（2022年11月7日：新宿バルト9）
  - 初日舞台挨拶（2022年11月18日：新宿バルト9）
  - 公開記念舞台挨拶（2022年11月20日：池袋シネマ・ロサ、横浜ブルク13）
- 「武瑠 15TH ANNIVERSARY STREET GOTHIC FES」（2022年11月22日：豊洲PIT）
- ジャンプフェスタ2023（2022年12月18日：幕張メッセ 国際展示場 ホール1〜8 展示2 ホール内 ネルケプランニングブース）
- 黒羽麻璃央 2023年カレンダー発売イベント＜第3部＞（2022年12月25日：東京証券会館）
- 2.5次元男子。LIVE2023 ～僕たちのHot Summer～（2023年6月14日、LINE CUBE SHIBUYA）[56]
- 舞台『刀剣乱舞』七周年感謝祭 –夢語刀宴會　（ゆめがたりかたなのうたげ）–（2023年8月4日 - 6日、幕張メッセ 幕張イベントホール） -  薬研藤四郎 役[57] ※8月6日のみ出演
- ACTORS☆LEAGUE in Games 2025（2025年6月10日、東京ガーデンシアター）[58]
- ACTORS☆LEAGUE in Futsal 2025（2025年10月7日〈予定〉、東京体育館 メインアリーナ）[59]

### 映像商品
- 弱虫ペダル
  - 舞台 インターハイ篇 The Second Order（2014年7月16日） - DVD
  - 舞台 箱根学園篇〜野獣覚醒〜（2015年1月21日） - DVD
  - 舞台 インターハイ篇 The WINNER（2015年7月15日） ｰ DVD
  - 舞台 IRREGULAR 2つの頂上（2016年2月17日） - DVD / Blu-ray
  - ドラマ『弱虫ペダル』（2017年1月18日） - DVD BOX / Blu-ray BOX
- メサイア 〜紫微ノ章〜（2015年2月1日） - DVD
- ミュージカル『八犬伝―東方八犬異聞―』（2016年1月6日） - DVD
- 北村諒のたびきた 
  - 1巻（2016年6月24日）
  - 2巻（2016年11月10日）
- 舞台『刀剣乱舞』 - DVD / Blu-ray
  - 虚伝 燃ゆる本能寺（2016年9月7日）
  - 虚伝 燃ゆる本能寺 〜再演〜（2017年4月12日）
  - 无伝 夕紅の士 -大坂夏の陣-（2021年10月20日）
  - 蔵出し映像集 -无伝 夕紅の士 -大坂夏の陣-篇-（2022年5月18日）
- 大正浪漫探偵譚〜君影草の設計書〜（2017年1月）
- 戦刻ナイトブラッド - DVD / Blu-ray
  - 第1巻（2017年12月20日）
  - 第2巻（2018年1月17日）
  - 第3巻（2018年2月21日）
  - 第4巻（2018年3月21日）
  - 第5巻（2018年4月18日）
  - 第6巻（2018年5月16日）
- あんさんぶるスターズ! - DVD / Blu-ray
  - バーチャルライブ『あんさんぶるスターズ！ DREAM LIVE』
    - 1st Tour “Morning Star!"（2018年6月13日）
    - 2nd Tour “Bright Star!"（2019年3月14日）
    - 3rd Tour “Double Star!"-（2020年3月14日）
    - 4th Tour “Prism Star!"-（2021年3月14日）

  - 声優ライブ『あんさんぶるスターズ！ Starry Stage』
    - 1st 〜in 幕張メッセ〜（2018年10月5日）
    - 2nd 〜in 日本武道館〜 DAY盤（2019年6月28日）
    - 2nd 〜in 日本武道館〜 BOX盤（2019年6月28日） - Blu-ray

  - テレビアニメ『あんさんぶるスターズ!』
    - 第1巻（2019年9月26日）
    - 第2巻（2019年10月25日）
    - 第3巻（2019年11月26日）
    - 第4巻（2019年12月25日）

  - 舞台『あんさんぶるスターズ！』
    - オン・ステージ（2016年10月25日）
    - オン・ステージ〜Take your marks!〜（2017年5月25日）
    - エクストラ・ステージ〜Judge of Knights〜（2018年1月12日）
    - オン・ステージ〜To the shining future〜（2018年6月1日）
    - あんステファンディスク
      - Vol.1（2018年4月25日）
      - Vol.2（2019年3月20日）
      - Vol.3（2020年12月11日）
- 舞台「青の祓魔師」 - DVD / Blu-ray
  - 京都紅蓮篇（2017年1月25日）
  - 島根イルミナティ篇（2018年3月28日）
- おそ松さん - DVD / Blu-ray
  - on STAGE 〜SIX MEN’S SHOW TIME〜（DVD：2017年2月10日 / Blu-ray：2017年11月24日）
  - on STAGE 〜SIX MEN'S SHOW TIME2〜（2018年7月27日）
  - 喜劇「おそ松さん」（2019年3月29日）
  - on STAGE 〜SIX MEN'S SHOW TIME3〜（2020年4月24日）
- ActorsNavi Vol.1（2017年11月24日） - DVD
- ライブ・スペクタクル「NARUTO -ナルト-」（2017年12月13日） - DVD / Blu-ray
- オールナイトニッポンi おしゃべや - DVD
  - Rm001 「おしゃべやへようこそ」（2017年12月20日）
  - Rm002（2018年2月21日）
  - Rm003（2018年2月21日）
  - Rm004「おしゃべやの挑戦」（2018年3月21日）
  - Rm005「おしゃべやに胸キュン」（2018年3月21日）
  - Rm006「おしゃべやで乾杯」（2018年5月16日）
  - Rm007「おしゃべやなあけおめ」（2018年5月16日）
  - Rm008「おしゃべやとお土産」（2018年7月18日）
  - Rm009「おしゃべやな春」（2018年7月18日）
  - Rm010「おしゃべやのオチ」（2018年9月19日）
  - Rm011「おしゃべやの王子様」（2018年9月19日）
  - Rm012「おしゃべやのしょっぱラー」（2018年11月21日）
  - Rm011「おしゃべやの王子様」（2018年9月19日）
  - Rm011「おしゃべやの王子様」（2018年9月19日）
  - DVDベスト・オブ・おしゃペア「北村諒×和田雅成」
    - 1（2019年2月20日）
    - 2（2019年4月17日）

  - オールナイトニッポンi北村諒と和田雅成のおしゃべや（2019年7月17日）
- 爪先の宇宙（2018年2月21日） - DVD
- ラブ×ドック（2018年11月7日） - DVD
- 「俺旅。」 〜オランダ〜北村諒×山本一慶 - DVD
  - 前編（2019年4月24日）
  - 後編（2019年4月24日）
- 映画「刀剣乱舞-継承-」（2019年06月19日） - DVD / Blu-ray
- 舞台「憂国のモリアーティ」 - DVD / Blu-ray
  - case 1（2020年8月27日）
  - case 2（2021年12月24日）
- 怪盗探偵山猫 the Stage- DVD / Blu-ray
  - 1（2021年5月21日）

### 玩具
- 仮面ライダーギーツ PREMIUM DXメモリアルヴィジョンドライバー&ハイスペックベルト帯セット（2025年3月、玩具ボイス）

## 書籍

### 雑誌
- CHOKi CHOKi（2011年 - 2015年） - 専属モデル

### 写真集
- ファースト写真集「Ryo」（2015年3月27日）
- 失恋男子-シツレンバナシ-（2016年2月14日）
- 月刊 北村諒×小林裕和（2018年4月1日）
- シリーズ編集長「Another Life」（2018年8月24日）
- 写真集「factor」（2019年12月13日）
- フォトマガジン「Stage Actor Alternative #10」（2020年10月）

## ディスコグラフィ

### Unknown Number!!!
- メンバー：北村諒、松田凌、宮崎秋人
  - シングル「キボウノヒカリ」（2016年5月25日発売）[6]。

### キャラクターソング
| 発売日         | 商品名                                                        | 歌                     | 楽曲                                               | 備考                                                     |
| -------------- | ------------------------------------------------------------- | ---------------------- | -------------------------------------------------- | -------------------------------------------------------- |
| 2015年10月28日 | あんさんぶるスターズ！ ユニットソングCD Vol.2 Knights         | Knights                | 「Voice of Sword」 「Checkmate Knights」           | ゲーム『あんさんぶるスターズ！』関連曲                   |
| 2016年10月26日 | あんさんぶるスターズ！ ユニットソングCD 2nd Vol.03 Knights    | Knights                | 「Silent Oath」 「Fight for Judge」                | ゲーム『あんさんぶるスターズ！』関連曲                   |
| 2017年8月9日   | あんさんぶるスターズ！ ユニットソングCD 3rd Vol.02 Knights    | Knights                | 「Article of Faith」 「Knights the Phantom Thief」 | ゲーム『あんさんぶるスターズ！』関連曲                   |
| 2018年5月30日  | あんさんぶるスターズ！アルバムシリーズ Knights                | Knights                | 「Grateful allegiance」                            | ゲーム『あんさんぶるスターズ！』関連曲                   |
| 2018年5月30日  | あんさんぶるスターズ！アルバムシリーズ Knights                | 鳴上嵐（北村諒）       | 「JEWEL STONE」                                    | ゲーム『あんさんぶるスターズ！』関連曲                   |
| 2019年8月14日  | Stars' Ensemble!                                              | 夢ノ咲ドリームスターズ | 「Stars' Ensemble!」                               | テレビアニメ『あんさんぶるスターズ！』オープニングテーマ |
| 2020年2月26日  | あんさんぶるスターズ！ EDテーマ集 VOL.06                      | Knights                | 「Promise Swords」                                 | テレビアニメ『あんさんぶるスターズ！』エンディングテーマ |
| 2020年8月26日  | BRAND NEW STARS!!                                             | ESオールスターズ       | 「BRAND NEW STARS!!」                              | ゲーム『あんさんぶるスターズ!!』主題歌                   |
| 2020年8月26日  | BRAND NEW STARS!!                                             | ESオールスターズ       | 「Walk with your smile」                           | ゲーム『あんさんぶるスターズ!!』関連曲                   |
| 2021年4月7日   | あんさんぶるスターズ!! ESアイドルソング season1 Knights       | Knights                | 「Little Romance」 「BRAND NEW STARS!!」           | ゲーム『あんさんぶるスターズ!!』関連曲                   |
| 2021年6月23日  | FUSIONIC STARS!!                                              | ESオールスターズ       | 「FUSIONIC STARS!!」                               | ゲーム『あんさんぶるスターズ!!』関連曲                   |
| 2022年1月22日  | あんさんぶるスターズ!! FUSION UNIT SERIES 06 流星隊 × Knights | 流星隊、Knights        | 「青春Emergency」                                  | ゲーム『あんさんぶるスターズ!!』関連曲                   |
| 2022年1月22日  | あんさんぶるスターズ!! FUSION UNIT SERIES 06 流星隊 × Knights | Knights                | 「FUSIONIC STARS!!」                               | ゲーム『あんさんぶるスターズ!!』関連曲                   |
| 2023年9月20日  | 仮面ライダーギーツ SONG BEST                                  | ニラム（北村諒）       | 「Non-fiction」                                    | 特撮テレビドラマ『仮面ライダーギーツ』関連曲             |
| 2024年6月26日  | Stars' Ensemble!                                              | 夢ノ咲ドリームスターズ | 「Stars' Ensemble!」                               | ゲーム『あんさんぶるスターズ!!』関連曲                   |
| 2024年6月26日  | BRAND NEW STARS!!                                             | ESオールスターズ       | 「BRAND NEW STARS!!」 「Walk with your smile」     | ゲーム『あんさんぶるスターズ!!』関連曲                   |
| 2024年6月26日  | FUSIONIC STARS!!                                              | ESオールスターズ       | 「FUSIONIC STARS!!」                               | ゲーム『あんさんぶるスターズ!!』関連曲                   |

## その他の作品
- 『北村諒×MATERIAL CROWN』（2013年7月28日）
  - 『CRYSTAL SWAROVSKI BRACELET 北村諒限定カラー』
  - 『Dragon Claw Bracelet』
- JUNON「北村諒」ファースト・トレカ（2015年8月）
- カレンダー
  - 2016年〜2022年
- デイリーヤマザキ「北村諒キャンペーン」（2018年6月）
- 北村諒『マスコットぬいぐるみ』全3種（2020年3月21日）

### キャンペーン
- 日本郵便 推しレタープロジェクトキャンペーン（2021年2月）ぽすくま【日本郵便】- X（旧Twitter）